# Goodland (Florida)
Goodland is een plaats (census-designated place) in de Amerikaanse staat Florida, en valt bestuurlijk gezien onder Collier County.

## Demografie
Bij de volkstelling in 2000 werd het aantal inwoners vastgesteld op 320.

## Geografie
Volgens het United States Census Bureau beslaat de plaats een oppervlakte van
1,0 km², waarvan 0,5 km² land en 0,5 km² water.

## Plaatsen in de nabije omgeving
De onderstaande figuur toont nabijgelegen plaatsen in een straal van 32 km rond Goodland.